# Шинджи (езеро)
Вижте пояснителната страница за други значения на Шинджи.
Шинджи (на японски: 宍道湖, по английската Система на Хепбърн Shinji) е езеро в североизточната част на префектура Шимане, Япония. Езерото е седмото по големина в страната с обиколка 48 km. Шинджи е затворено от полуостров Шимане на север и от равнините Изумо и Мацуе на запад и изток съответно.
От езерото има икономически ползи за близките населени места под формата на риболов и като туристическа дестинация.
Шинджи е свързано с Японско море чрез лагуната Накауми и в резултат водата е солена, което е предпоставка за разнообразие от водни видове, като херинга змиорки и др.